# Elocución
La elocución es el estudio del habla formal en lo que atañe a su pronunciación, gramática, estilo y tono. El Diccionario de la Real Academia admite dos acepciones muy similares para esta palabra: "Manera de hablar para expresar los conceptos" y "Modo de elegir y distribuir los pensamientos y las palabras en el discurso".
Como parte de la composición de discursos, contempla la utilización de distintos recursos estilísticos, como el epíteto, la repetición, la sinonimia, el asindeton, el polisíndeton o muchas otras figuras retóricas.

## Origen del término
La palabra "elocución" es un cultismo procedente del latín elocutio, elocutiones, con el significado de expresión o forma de expresarse. La primera aparición del término en un diccionario se remonta a 1617, en el Vocabularium Hispanicum Latinum et Anglicum copiossisimum, obra del hispanista inglés John Minsheu (1560-1627). La Real Academia incluyó la palabra por primera vez en el Diccionario de autoridades de 1732.

## Historia
En el retórica clásica occidental, la elocución fue una de las cinco disciplinas centrales de la oratoria, que fue el arte de pronunciar discursos. En el mundo grecolatino, los oradores no solo eran educados para dominar la dicción más adecuada, sino también en el uso apropiado de los gestos, de la postura y de la vestimenta. El retórico romano Quintiliano (35-95) define en sus escritos la elocución como "las reglas del buen hablar".
Otra área de la retórica, la elocutio, no estaba relacionada con la "elocución", refiriéndose al estilo de escritura propio de los discursos.
En español, una de las primeras referencias prácticas a la elocución se debe al dominico español Luis de Granada (1504-1588), en su obra "Los seis libros de la Rhetorica Eclesiastica", con el objeto de instruir a los predicadores sobre la mejor manera de expresarse en sus sermones.
En la misma línea práctica se puede citar a otro religioso español, el franciscano Francisco Echarri, que en su obra "Directorio moral (1728) enfocó el uso de la elocución como parte de la formación propia de los sacerdotes.
Mariano Madramany y Calatayud (1746-1822), jurista español, publicó en 1795 su "Tratado de la elocución", una obra de 240 páginas dedicada a la técnica tanto oral como escrita del discurso.
Por su parte, el teórico literario español José Coll y Vehí (1823-1876), en su obra de 1859 Elementos de Literatura, define la elocución como "La manifestación de nuestros pensamientos y afectos por medio del lenguaje oral", remarcando su importancia, de forma que a finales del siglo XIX ya se pueden encontrar manuales de elocución formando parte de los planes de formación en las Escuelas Normales de España.
En la América hispana se pueden citar ejemplos de manuales de oratoria en los que se contempla la elocución como una técnica importante para mejorar la expresión oral, como un prontuario salvadoreño de 1915.
La elocución es una herramienta de indudable utilidad en aquellas actividades en las que se pretende convencer a la audiencia mediante el uso de la palabra, como son la publicidad y la política.
En el mundo anglosajón, la elocución surgió como disciplina formal durante el siglo XVIII. Una de sus figuras más importantes fue Thomas Sheridan, actor y padre de Richard Brinsley Sheridan. Las conferencias de Thomas Sheridan sobre elocución, recopiladas en "Lectures on Elocution" (1762) y sus "Lectures on Reading" (1775), incluyen una serie de recomendaciones para marcar y leer en voz alta pasajes literarios. Otro actor, John Walker, publicó sus "Elementos de la elocución" en dos volúmenes en 1781, donde facilitaba instrucciones detalladas sobre el control de la voz, los gestos, la pronunciación y el énfasis.
Con la publicación de estas obras y otras similares, la elocución adquirió un cierto interés público. Si bien la capacitación sobre cómo hablar correctamente ha sido una parte importante de la educación privada durante muchos siglos, el aumento en el siglo XIX de la clase media en los países occidentales (y el correspondiente aumento de la educación pública) suscitó un gran interés en la enseñanza de la elocución, y se convirtió en un elemento básico del plan de estudios en las escuelas. Los estudiantes estadounidenses de elocución se preparaban para desenvolverse adecuadamente como "oradores". A finales de siglo, varios libros sobre oratoria circularon por todos los Estados Unidos, entre ellos el "New Juvenile Speaker" de McGuffey, el "Manual de Elocución y Lectura", el "Star Speaker" y el popular "Delsarte Speaker. Algunos de estos textos incluían gráficos y dibujos representado los movimientos corporales y los gestos precisos para reforzar la expresión oral de los discursos.
La era del movimiento de la elocución, definida por los gustos de Sheridan y Walker, evolucionó a principios y mediados de la década de 1800 en lo que se conoce como el movimiento científico de la elocución, definido en el período inicial por "La filosofía de la voz humana" de James Rush (1827) y  los "Elementos de Retórica" de Richard Whately (1828), y en el período posterior, por "Una Nueva Elucidación de los Principios de la Elocución" (1849) y por El Discurso  Visible (1867), obras ambas de Alexander Melville Bell.
En su reciente libro Elocutionists: Women, Music and the Spoken Word (University of Illinois Press, 2017), Marian Wilson Kimber aborda el a menudo olvidado género de la elocución con acompañamiento musical, dominado por las mujeres en los Estados Unidos.

## Ejemplo de un texto didáctico
Un ejemplo del contenido de un texto didáctico sobre elocución se puede ver en el índice del libro de 1857 New Sixth Eclectic Reader (McGuffey):
Principios de elocución
I. Articulación
II. Inflexiones
III. Acento y énfasis
IV. Instrucciones para leer versos
V. La voz
VI. El gesto
Nuevo sexta lectura. Ejercicios de articulación.
Ejercicio I. La gruta de antiparos
Ejercicio II. La tormenta eléctrica
Ejercicio III. Descripción de una tormenta
IV. Himno al viento de la noche
V. La catarata de Lodore
En inflexión
VI. Industria necesaria para el orador
VII. El reloj de la casa vieja [etc.]

### Otras formas
- Homilética, retórica cristiana.
- Pronunciación, elocución clásica.